# Château-l'Hermitage
Château-l'Hermitage là một xã thuộc tỉnh Sarthe trong vùng Pays-de-la-Loire tây bắc nước Pháp. Xã này nằm ở khu vực có độ cao từ 51-112 mét trên mực nước biển.